# 宁胡尔萨格

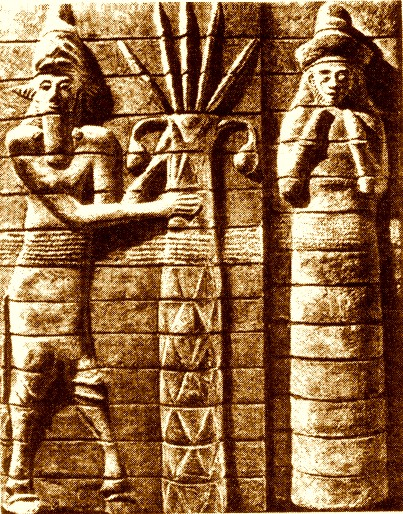
宁胡尔萨格和森林神站在大地生命之树旁。发现于苏萨城的雕像.

在苏美尔神话中，宁胡尔萨格（Ninhursag）或宁胡尔桑伽（Ninkharsag）是山之神母，苏美尔七大神之一，主要作为一位生育女神，是苏美尔-阿卡德神话中的神母，在早期神名录中已出现。她经常使用的别名是“众神之母”、“众子之母”。两河流域的许多统治者（如美西利姆、埃阿纳图姆、汉穆拉比）常把宁胡尔萨格称作自己的母亲。她的头发常被画成欧米伽的形状，有时佩戴长角形头饰，身着节裙，肩膀上常系着蝴蝶结。少数时候携带一枝有欧米伽或其衍生图案的权杖，有时还牵着一头小狮子。她是苏美尔某几位统治者的守护神。

## 名称
宁胡尔萨格名字的意思为“森林之山的女主宰”（源自苏美尔语“NIN”-女主宰或女王；“ḪAR.SAG”-圣山、山麓），可能涉及到她神庙的地点，位于埃里都的“埃库尔”(E-Kur，“大山深处的房子”) 。她还有很多的名字，包括“伟大的女王”宁玛赫（Ninmah）、“分娩女主宰”宁图（Nintu）、“神母”玛玛（Mamma）或玛米（Mami）、阿鲁鲁（Aruru）、“众神的女主宰”贝莱特-伊莉（Belet-Ili）
等。
相传她的儿子尼努尔塔（Ninurta）为纪念他创造的大山,而将她的名字从宁玛赫改为宁胡尔萨格。而作为“宁门娜”（Ninmenna）女神，根据古巴比伦加冕仪式，她将在伊南娜神庙为新登基的国王戴上金色的皇冠。
上面提到的一些名字曾经都是单独的女神（如宁玛赫和宁门娜），后来才被与宁胡尔萨格混同，并在宁胡尔萨格神话中，这些名字不再被提到。
作为恩基的妻子和配偶，她也被称为“忠诚的妻子”达姆伽尔努娜(Damgulanna)或达姆金娜(Damkina)。她有很多绰号，包括“沙斯苏鲁”（Shassuru）或“子宫女神'，“众神的接生婆”塔布苏特-伊莉（Tabsut-ili）、“所有孩子的母亲”和“众神之母”。在这一角色中，她被认为是《埃努玛·埃利什》中的基（Ki）。在埃利都和基什城都有她的神庙。

## 神话
在古老的苏美尔神话-《恩基和宁胡尔萨格》中，宁胡尔萨格与恩基住在幸福岛提尔蒙，二人生下了被恩基称作“绿茵女主”的宁萨儿（Ninsar）；宁萨儿与恩基又生下了女儿宁古拉（Ninkurra）；而宁古拉又为恩基生下了女儿乌特图（Uttu）。恩基极力追求乌特图，但乌特图并不高兴，因为恩基并不关心她。 乌特图遵照祖先宁胡尔萨格的建议，将恩基的精液埋到地里，于是从地里长出了八株植物。恩基看到这些植物后，命令大臣伊西木德（Isimud）把这八种植物拨下来，恩基把它吃掉，由此他的八个器官都患了病。宁胡尔萨格诅咒了恩基，之后离开了这个岛屿。随着恩基的患病，世界面临毁灭。在狐狸的帮助下宁胡尔萨格又回到岛上为恩基治病。恩基每说出一个病痛的器官（颌骨、牙齿、肋骨），宁胡尔萨格就创造出一个相应的神：阿布（Abu）、宁图拉（Nintulla）、宁苏图（Ninsutu）、宁卡西（Ninkasi）、南舍（Nanshe）、阿济木亚（Azimua）、宁提（Ninti）和恩扎克（Enshag）为他治病。后来，宁胡尔萨格治好他。《圣经》中夏娃的創造與本段故事相似（提尔蒙与伊甸园，禁果与被逐出樂園，许多研究者认为《圣经》中用男人的肋骨创造女人的故事就是源自这则苏美的神话）。
在苏美尔的一则神话中，宁胡尔萨格以人的创造者身份出现，《造物主的锄头》书中讲，恩基用锄在地表凿一洞，是她完成了人类的创造。
而在创世文中，在一次恩基举办的庆祝人类诞生的盛宴上，神母纳木（Nammu）用粘土创造出一个个不同种的人，而宁玛赫（别称宁胡尔萨格）只是一位助产者。

## 崇拜
她的符号形象类似希腊字母欧米伽“Ω”，一直出现在公元前3000年来的艺术品中（前2000年更普遍）。在一些界碑上也经常刻有这一符号，说明了她的重要性。欧米伽标志与埃及母牛女神哈托尔有关系，象征“子宫”的形象。哈托尔有时被描绘站在一座山上，所以这可能就两个女神间的连接。
她的神庙叫“埃萨吉拉”（Esagila）（苏美尔语“E”(庙）+“SAG”（山顶）+“ILA”（巍峨）)，位于埃利都的库尔（KUR），在基什城也有另一所祭祀她的寺庙。